# Lehmanniella
Lehmanniella es un género de plantas con flores perteneciente a la familia Gentianaceae. Comprende 3 especies descritas y de estas, solo 2 aceptadas.

## Taxonomía
El género fue descrito por  Ernest Friedrich Gilg y publicado en Die Natürlichen Pflanzenfamilien 4(2): 95, 101. 1895.

## Especies aceptadas
A continuación se brinda un listado de las especies del género Lehmanniella aceptadas hasta marzo de 2014, ordenadas alfabéticamente. Para cada una se indica el nombre binomial seguido del autor, abreviado según las convenciones y usos.
- Lehmanniella huanucensis Simonis
- Lehmanniella pulchra (Hook.) Simonis
- Lehmanniella splendens (Hook.) Ewan